# Saif al-Rahbi
Saif al-Rahbi (en árabe: سيف الرحبي, Suroor, 1956) es un poeta omaní.

## Biografía
Se mudó a El Cairo en 1970 y más tarde vivió en Damasco, Argelia, París y Londres. A su vuelta a Omán, fundó la revista “Nizwa”.
Su tercer poemario “Las campanas del rapto” de 1985 lo consagró como uno de los poetas más importantes de la literatura árabe actual.
Destaca también su trabajo en la revista Banipal y fue juez del Premio Booker árabe en 2010 y del proyecto Beirut39 en 2009-10.